# Pantera acuática

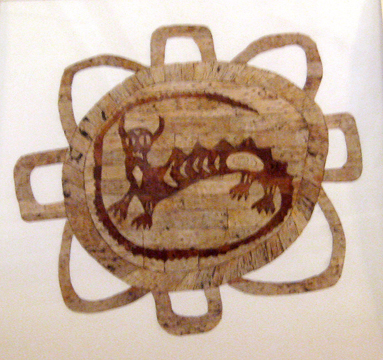
Pantera acuática, Centro George Gustav Heye, Museo Nacional de los Indios Americanos.

Una pantera acuática, conocida como Mishipeshu o Mishibijiw en Ojibwe, es uno de los seres acuáticos mitológicos de algunos pueblos indígenas de los bosques del noreste y la región de los Grandes Lagos, en particular entre los Anishinaabe.
Mishipeshu significa “El gran lince”. Tiene cabeza y patas de un gran felino, pero está cubierto en escamas así como de púas en forma de dagas que recorren su espalda y cola. Mishipeshu habita en la isla Michipicoten, en el Lago Superior, y se trata de una criatura poderosa en las tradiciones mitológicas de algunas tribus nativas americanas, en especial para las tribus Anishinaabe de la región los Grandes Lagos de Canadá y los Estados Unidos: los Odawa, los Ojibwe y los Potawatomi. Además de los Anishinaabeg, los Innu poseen historias del Mishibizhiw.
Para los Algonquinos, la pantera acuática era la criatura del inframundo más poderosa. Los Ojibwe las consideraban los amos de todas las criaturas acuáticas, incluyendo las serpientes. En algunas versiones del mito de la creación de los Nanabozho hay referencias a comunidades enteras de linces acuáticos.
Algunos arqueólogos sostienen que las panteras acuáticas formaron una parte fundamental del Complejo ceremonial del sureste de la cultura de Mississippi en las épocas prehistóricas del sureste americano.

## Nombre
En la lengua de los Ojibwe, se le conoce como Mishibizhiw, Mishipizhiw, Mishipizheu, Mishupishu, Mishepishu, Michipeshu o Mishibijiw, cuya traducción es “Gran lince”, al igual que Gichi-anami'e-bizhiw ("Gitche-anahmi-bezheu"), cuya traducción es “La fabulosa pantera nocturna”. Sin embargo, también se le llama “Gran gato montés subterráneo” o “Gran gato montés acuático”. Es la criatura acuática más importante para los Ojibwa.

## Descripción

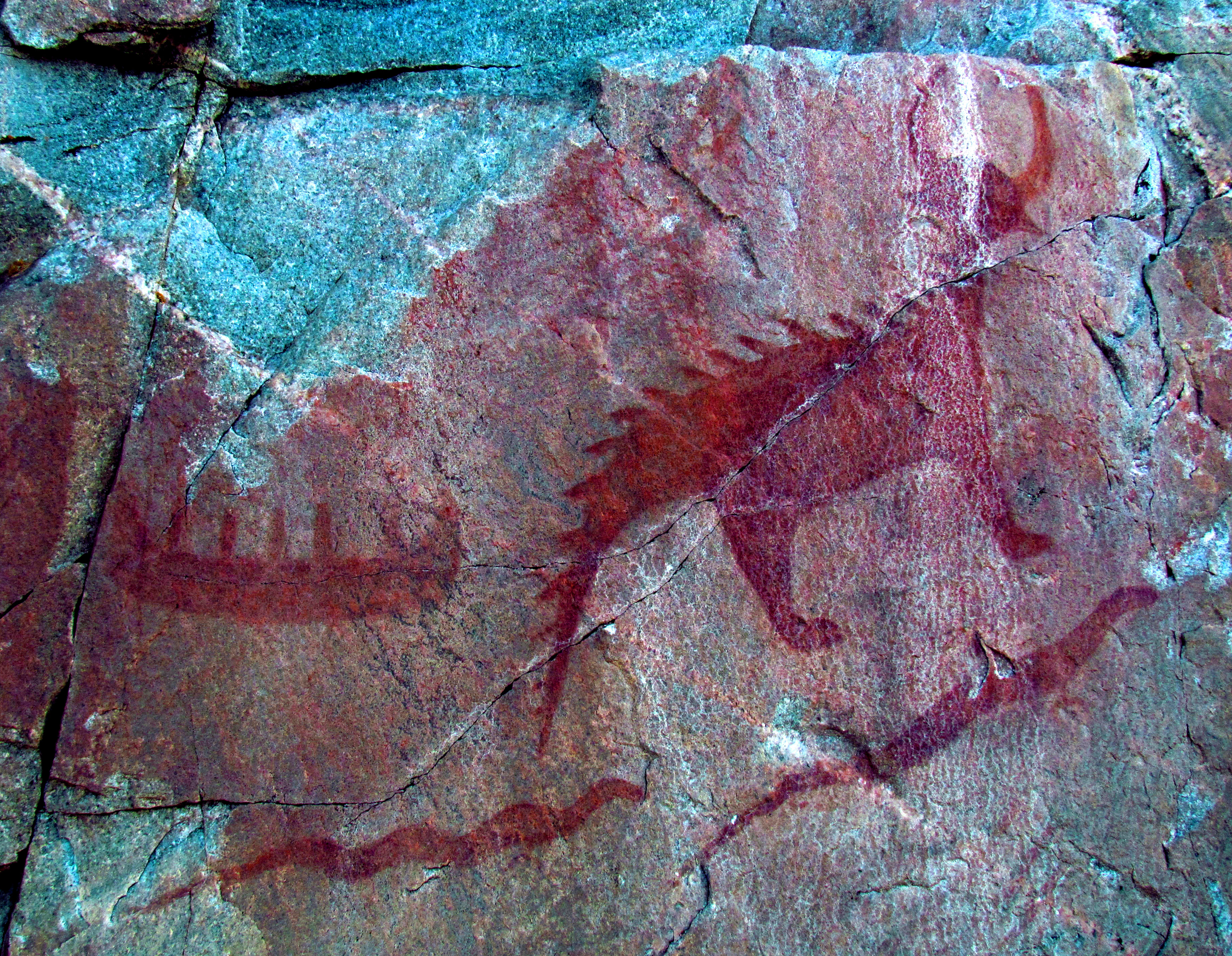
Pictografías de un Mishibizhiw, así como de dos serpientes gigantes y una canoa, del Parque Provincial del Lago Superior, Ontario, Canadá. Atribuidas a los ojibwe.

En las mitologías de los pueblos indígenas de los Grandes Lagos, se describen a las panteras acuáticas como monstruos que viven en oposición a los pájaros del trueno, amos de los poderes del aire. Las panteras acuáticas representan una fuerza opuesta pero complementaria a los pájaros del trueno, siendo rivales en un conflicto eterno.
La pantera acuática es una combinación de varios animales: un cuerpo de felino salvaje, a menudo un puma o un lince; los cuernos de un ciervo o un bisonte; escamas erguidas en la espalda; en ocasiones plumas, y partes de otros animales dependiendo del mito en cuestión. Se les suele representar con colas de excepcional longitud, algunas veces parecida a la de una serpiente. Se cree que estas criaturas rugen o sisean con el sonido de las tormentas o de los rápidos.
Se dice que el Mishipizheu vive en las partes más profundas de los lagos y ríos, donde pueden provocar tormentas. En algunas tradiciones se creía que las panteras acuáticas eran criaturas serviciales y protectoras, pero a menudo se les veía como bestias malvadas que traían muerte y desgracia. Por lo general, hay que apaciguarlas para cruzar libremente un lago. Todavía en la década de 1950, la reservación de las praderas de los indígenas Potawatomi realizaba ceremonias para apaciguar a la pantera del inframundo y así mantener el balance con el pájaro del trueno.
Cuando el etnógrafo Johann Georg Kohl visitó los Estados Unidos en la década de 1850, conversó con un jefe de la reservación Fond du Lac, quién le mostró un trozo de cobre que tenía en su bolsa de medicinas. El jefe le afirmó que era un mechón de pelo del Mishibizhiw, por lo que se consideraba muy poderoso.

## Cobre
El Mishipeshu es conocido como el guardián de las enormes cantidades de cobre del Lago Superior y de las regiones de los Grandes Lagos. Los pueblos indígenas extraían cobre mucho antes de la llegada de los europeos a la zona. Más tarde, durante el siglo XVII, los misioneros de la Compañía de Jesús llegaron a la región de los Grandes Lagos. En ese entonces, robar cobre de la región era un gran tabú y estaba prohibido por la tribu Ojibwa. Era aún peor tomarlo del hogar del Gran lince, la isla Michipicoten; esto se consideraba robarle al Mishipeshu.

## Supuestos encuentros
Existen algunos relatos sobre encuentros con esta bestia. Según un misionero jesuita llamado Claude Dablon, cuatro indígenas ojibwa se embarcaron en un viaje hacia el hogar del Mishipeshu para tomar un poco de cobre y utilizarlo para calentar agua en sus hogares. En el instante que se lanzaron al agua con su canoa, les rodeó la inquietante voz de la pantera acuática, quién los acusó de robarse los juguetes de sus hijos. Los cuatro indígenas murieron en el camino de vuelta a su aldea, el último sobrevivió solo lo suficiente para contar la historia de lo que sucedió en sus últimos momentos antes de morir.

## Representaciones en el arte
La pantera acuática aparece representada en pictogramas. Históricamente, las bolsas trenzadas de los hombres Anishnaabe presentan una pantera acuática de un lado y un pájaro del trueno del otro. Norval Morrisseau pintaba panteras acuáticas en sus obras al estilo Woodlands, pinturas contemporáneas basadas en cosmología y en relatos orales de los Ojibwe. El símbolo fue adornado y aparece como motivo decorativo en los mosquetes.
El Museo Canadiense de la Historia incluye una pantera acuática en su escudo de armas.
En 2003, el arqueólogo Brad Lepper propuso que el montículo de efigie de cocodrilo en Granville (Ohio) representaba una pantera acuática. Lepper sostiene que los primeros colonos europeos asumieron por error que los nativos americanos se referían a un cocodrilo, al enterarse de que la montura representaba una criatura feroz que vivía en el agua y devoraba gente.

## En la cultura popular
El episodio “Mishipeshu” del programa Grimm, trata sobre una pantera acuática que posee a un joven nativo americano.